# 湖南師範大學歷史文化學院
湖南師範大學歷史文化學院，簡稱「湖南師大歷文院」，其前身為創立於1938年的「國立師範學院史地學系」，2003年組建歷史文化學院。學院位於學校的文淵樓，與文學院毗鄰。學院現設有歷史學專業（師範類）、文化產業管理專業，以及擁有國家歷史學文科基地（國家基礎學科人才培養和科學研究基地）。中國近代歷史學家李劍農、陶懋炳、林增平、皮名舉、謝德風與孔秉瑩曾在此執教。

## 歷史沿革
- 1938年，國立師範學院史地學系：中國第一所獨立設置的國立師範學院「國立師範學院」誕生，史地學系隨之成立。
- 1953年，湖南師範學院歷史學系：湖南大學因院系調整被撤銷，以原國立師範學院為基礎成立湖南師範學院，歷史學系隨之成立。
- 1974年，湖南師範學院政史學系：湖南師範學院歷史學系與政治教育學系合併，成為政史學系。
- 1976年，湖南師範學院歷史學系：湖南師範學院歷史學系與政治教育學系分離，復名歷史學系。
- 1984年，湖南師範大學歷史學系：湖南師範學院改制為湖南師範大學，下設歷史學系。
- 2003年，湖南師範大學歷史文化學院：以原歷史學系為基礎組建歷史文化學院，下設歷史學系與文化資產管理學系。